# Manuela Roka Botey

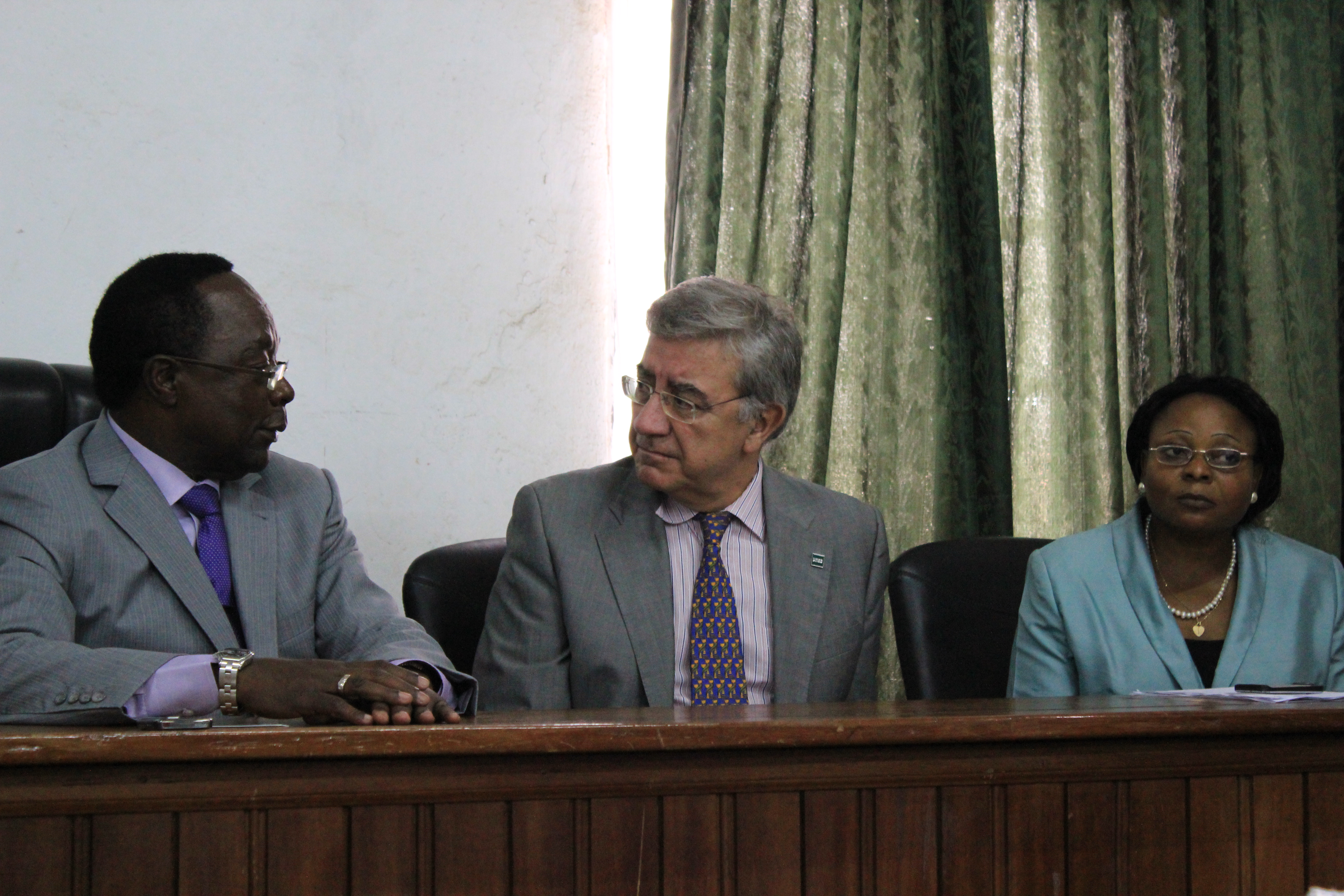
Manuela Roka Botey (rechts)

Manuela Roka Botey (* 1964 in Bariobé, Bioko Norte) war von Januar 2023 bis August 2024 Premierministerin von Äquatorialguinea. Sie gehört der Demokratischen Partei an.
Ihre Ernennung zur Premierministerin durch Präsident Teodoro Obiang Nguema Mbasogo wurde am 31. Januar 2023 bekannt gegeben. Sie folgte damit Francisco Pascual Obama Asue, der zwei Monate nach den Parlamentswahlen von 2022 zusammen mit seinem gesamten Kabinett zurücktrat. Zuvor war sie ab 2020 Ministerin für Bildung und davor Vize-Dekanin der Fakultät für Geistes- und Sozialwissenschaften an der Nationaluniversität von Äquatorialguinea.
Roka ist die erste Frau, die dieses Amt bekleidete, was vom Vizepräsidenten des Landes und Sohnes des Staatsoberhauptes, Teodoro Nguema Obiang Mangue, in einem Interview mit TVGE hervorgehoben wurde: „Dies ist ein weiterer Beweis für das Engagement für Geschlechtergleichheit im Land.“
Im August 2024 wurde sie vom Diktator Obiang Nguema abgesetzt, weil sie es nicht schaffte, die Wirtschaftskrise im Land zu bewältigen. Ihr Nachfolger wurde Manuel Osa Nsue Nsua.

## Leben
Manuela Roka Botey wurde in Bariobé geboren, einer Stadt auf der Insel Bioko. Im Jahr 1987 absolvierte sie ihre Grund- und Sekundarschulbildung. Sie erwarb 1999 einen Abschluss in Missionswissenschaften an der Päpstlichen Universität Urbisna in Rom. Später absolvierte sie ein Studium der Erziehungswissenschaften an der Universidad Nacional de Educación a Distancia und erwarb 2006 einen Abschluss mit dem Schwerpunkt Organisation und Management von Bildungseinrichtungen. Im Jahr 2008 erhielt sie ein Zertifikat in Universitätslehre von der Universität von Alcalá, wo sie auch das Diplom für fortgeschrittene Studien erwarb. 2015 promovierte sie in Bildung im Bereich Bildungsplanung und -innovation an der Universität von Alcalá.

### Berufliche Laufbahn
Roka hat als Lehrerin an verschiedenen Schulen des in Äquatorialguinea gearbeitet. Am längsten war sie am Institut E Waiso Ipola tätig, wo sie 13 Jahre lang als Studienleiterin tätig war. Sie unterrichtete auch an zwei öffentlichen Sekundarschulen: Aneja Luhter King und Bioko Norte. Sie war Professorin an der Universidad de Educación a Distancia. Außerdem Vize-Dekanin der Fakultät für Geistes- und Sozialwissenschaften und stellvertretende Rektorin für akademische Angelegenheiten an der Nationaluniversität von Äquatorialguinea (UNGE), wo sie auch als Vollzeitprofessorin und Leiterin für wissenschaftliche Koordination im Rat für wissenschaftliche und technologische Forschung tätig war.

### Politische Laufbahn
Im Jahr 2018 wurde sie zur Ministerin für Bildung und Kultur von Äquatorialguinea ernannt. Während ihrer Zeit im Ministerium war sie an der Verteidigung der ersten Doktorarbeit am Internationalen Postgraduiertenzentrum von Äquatorialguinea beteiligt.
Am 31. Januar 2023 kündigte der Vizepräsident von Äquatorialguinea, Teodoro Nguema Obiang Mangue, an, dass Manuela Roka Botey als neue Premierministerin des Landes vorgeschlagen werden würde, nachdem das Kabinett unter Francisco Pascual Obama Asue geschlossen zurückgetreten war. Wie angekündigt, wurde Roka Botey am nächsten Tag vom Präsidenten Teodoro Obiang Nguema als Premierministerin vorgeschlagen und gemeinsam mit den neuen Mitgliedern der Regierung vereidigt.